# Mantidactylus pauliani
Mantidactylus pauliani är en groddjursart som beskrevs av Jean Guibé 1974. Mantidactylus pauliani ingår i släktet Mantidactylus och familjen Mantellidae. IUCN kategoriserar arten globalt som akut hotad. Inga underarter finns listade i Catalogue of Life.